# Plagiochilion
Plagiochilion là một chi rêu trong họ Plagiochilaceae.